# Listă de specii Albizia
Aceasta este o listă de specii din genul Albizia.

## A
- Albizia acle (syn. Mimosa acle) - Acle, Akle
- Albizia acrodena[necesită citare]
- Albizia adianthifolia (Schumach.) W.Wight (syn. Albizia fastigiata  (E.Mey.) Oliv.)
- Albizia adinocephala (syn. Pithecellobium adinocephalum)
- Albizia altissima
- Albizia amaniensis
- Albizia amara
- Albizia amoenissima
- Albizia androyensis
- Albizia angolensis
- Albizia angulata
- Albizia anthelmintica
- Albizia antunesiana
- Albizia arenicola
- Albizia arunachalensis
- Albizia atakataka
- Albizia attopeuensis (Pierre) I.C.Nielsen
- Albizia aurisparsa
- Albizia austrobrasilica
- Albizia aylmeri

## B
- Albizia balabaka
- Albizia barinensis
- Albizia bequaerti[necesită citare]
- Albizia bernieri Villiers
- Albizia berteriana
- Albizia boinensis
- Albizia boivinii
- Albizia bracteata
- Albizia brevifolia
- Albizia buntingii
- Albizia burkartiana
- Albizia burmanica

## C
| Cuprins: A B C D E F G H I J K L M N O P Q R S T U V W X Y Z |

- Albizia calcarea
- Albizia canescens
- Albizia carbonaria
- Albizia carrii
- Albizia charpentieri[necesită citare]
- Albizia chevalieri Harms
- Albizia chinensis – Albiție chinezească
- Albizia commiphoroides
- Albizia comorensis
- Albizia comptonii[necesită citare]
- Albizia conjugato-pinnata[necesită citare]
- Albizia corbisieri[necesită citare]
- Albizia coriaria
- Albizia coripatensis
- Albizia corniculata
- Albizia crassiramea

## D
- Albizia deplanchei[necesită citare]
- Albizia divaricata
- Albizia dolichadena
- Albizia dubia
- Albizia duclouxii

## E
- Albizia edwallii
- Albizia elegans
- Albizia eriorhachis
- Albizia euryphylla

## F
| Cuprins: A B C D E F G H I J K L M N O P Q R S T U V W X Y Z |

- Albizia fastigiata[necesită citare]
- Albizia ferruginea
- Albizia flamignii[necesită citare]
- Albizia forbesii
- Albizia fournieri[necesită citare]

## G
- Albizia garrettii
- Albizia gigantea[necesită citare]
- Albizia gillardinii
- Albizia glaberrima (Schum. & Thonn.) Benth.
- Albizia glabrior
- Albizia glabripetala
- Albizia grandibracteata
- Albizia granulosa[necesită citare]
- Albizia greveana
- Albizia guachapele
- Albizia guillainii[necesită citare]
- Albizia gummifera

## H
| Cuprins: A B C D E F G H I J K L M N O P Q R S T U V W X Y Z |

- Albizia harveyi
- Albizia hasslerii
- Albizia heblirghd[necesită citare]

## I

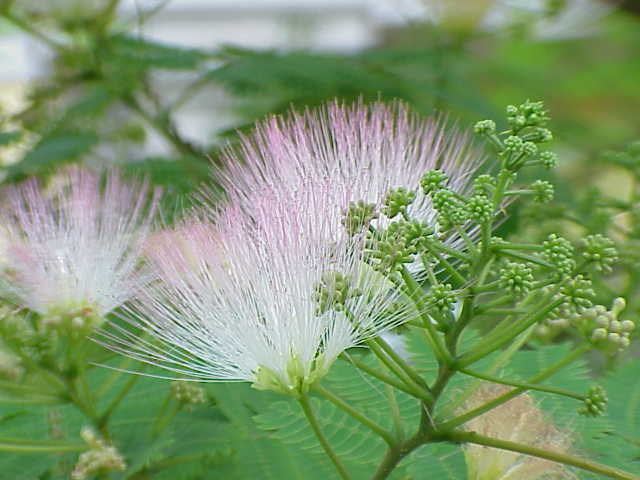
Florile speciei A. julibrissin

- Albizia inundata
- Albizia isenbergiana

## J
- Albizia jaubertiana
- Albizia julibrissin – shabkhosb (persană); nemunoki, nemurinoki, nenenoki (japoneză)

## K
- Albizia kalkora (Roxb.) Prain
- Albizia katangensis[necesită citare]
- Albizia kostermansii

## L

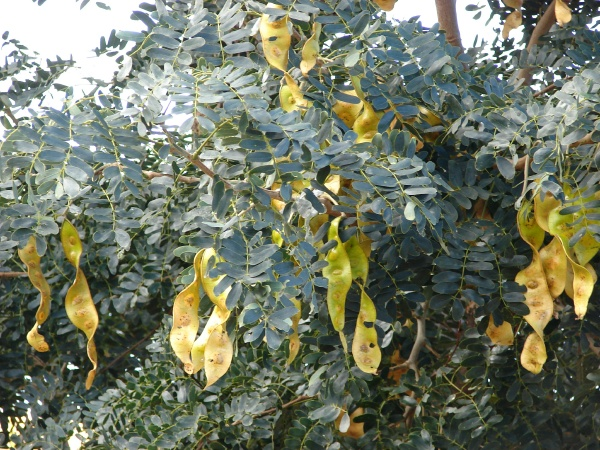
Păstăi de A. lebbeck

| Cuprins: A B C D E F G H I J K L M N O P Q R S T U V W X Y Z |

- Albizia lancangensis[necesită citare]
- Albizia lankaensis
- Albizia lathamii
- Albizia laurentii
- Albizia lebbeck
- Albizia lebbekoides – Albiție indiană
- Albizia leonardii
- Albizia letestui
- Albizia littoralis
- Albizia lucidior
- Albizia lugardi[necesită citare]

## M
| Cuprins: A B C D E F G H I J K L M N O P Q R S T U V W X Y Z |

- Albizia macrophylla[necesită citare]
- Albizia mahalao
- Albizia mainaea
- Albizia malacophylla
- Albizia masikororum
- Albizia minyi[necesită citare]
- Albizia morombensis
- Albizia mossambicensis[necesită citare]
- Albizia mossamedensis
- Albizia multiflora
- Albizia myriophylla

## N
- Albizia nayaritensis
- Albizia niopoides
- Albizia numidarum

## O
- Albizia obbiadensis
- Albizia obliquifoliolata
- Albizia odorata
- Albizia odoratissima
- Albizia oliveri
- Albizia orissensis
- Albizia ortegae

## P

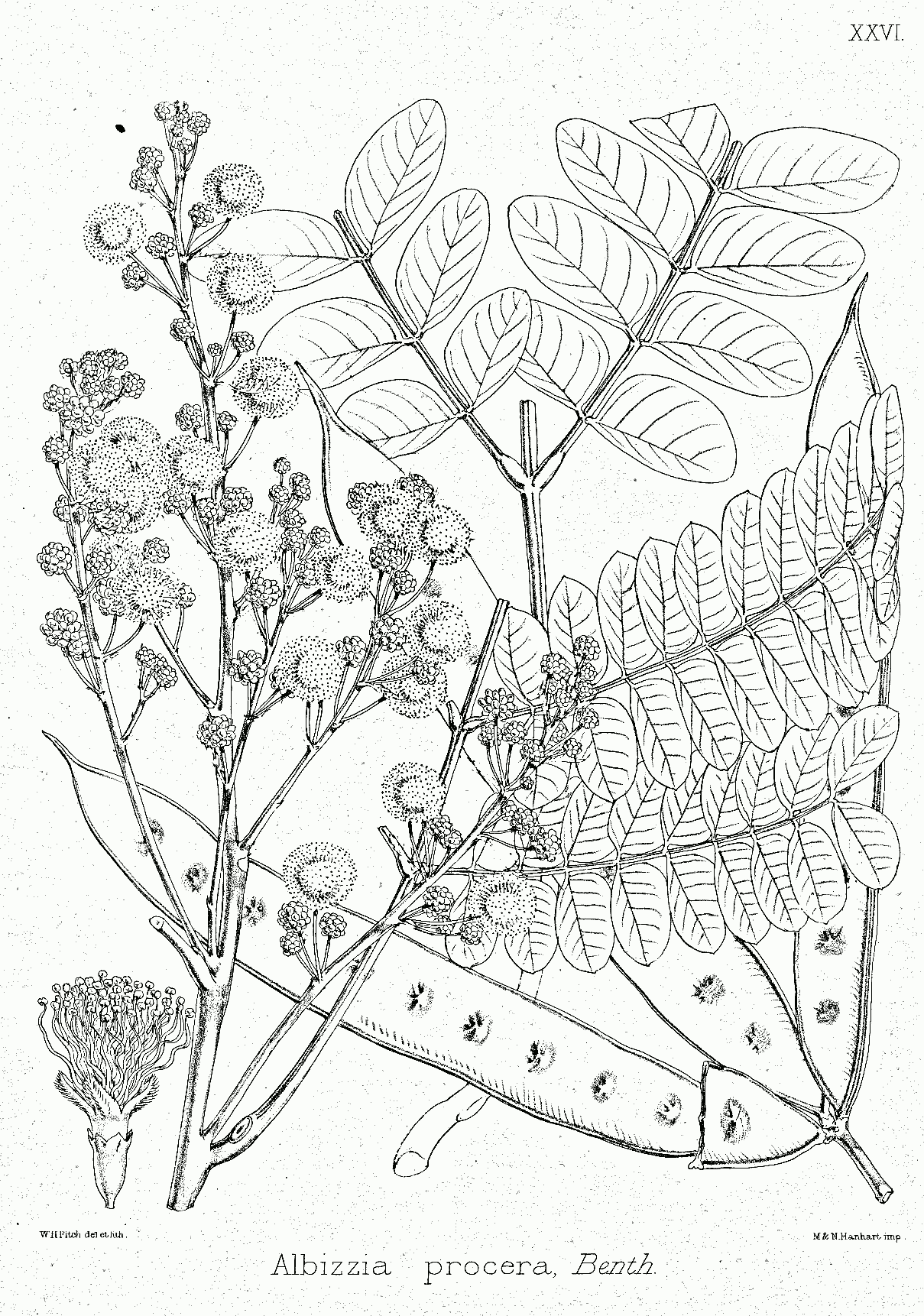
Albiţie înaltă (A. procera) desene

| Cuprins: A B C D E F G H I J K L M N O P Q R S T U V W X Y Z |

- Albizia papuensis
- Albizia pedicellaris
- Albizia pedicellata
- Albizia pentzkeana[necesită citare]
- Albizia perrieri
- Albizia petersiana
- Albizia philippinensis
- Albizia pistaciifolia – Guayacán Cenega, Guayacán Chaparro, Guayacán Hobo (Columbia); "Nance", Tinto de Bajos (Ecuador); Carabali, Quiebrahacho, Vera Macho (Venezuela)
- Albizia poilanei
- Albizia poissoni[necesită citare]
- Albizia polycephala
- Albizia polyphylla
- Albizia pospischilii[necesită citare]
- Albizia procera – Albiție înaltă

## R
- Albizia retusa
- Albizia rhombifolia
- Albizia richardiana
- Albizia rosea[necesită citare]
- Albizia rosulata
- Albizia rufa

## S

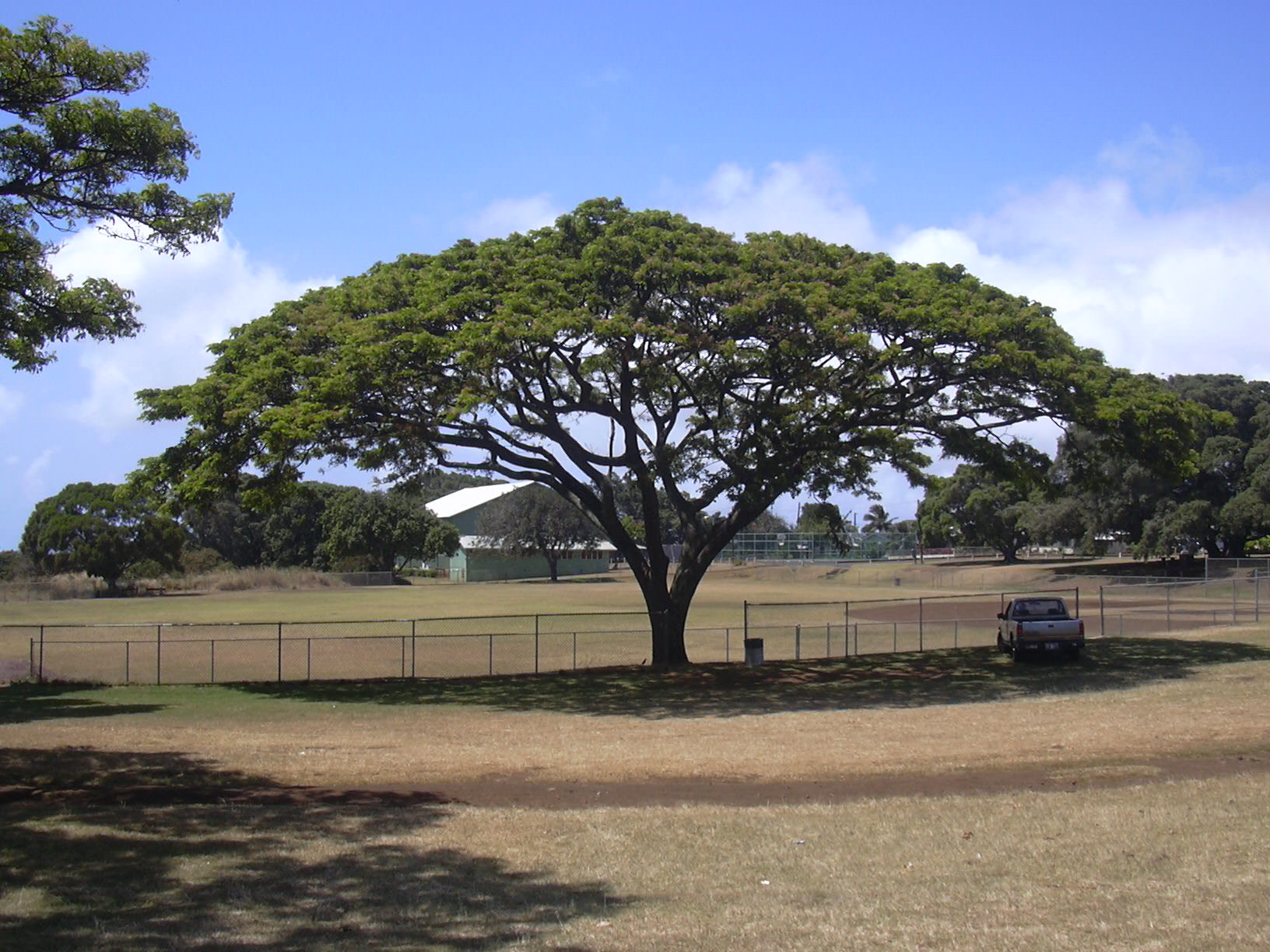
A. saman

| Cuprins: A B C D E F G H I J K L M N O P Q R S T U V W X Y Z |

- Albizia sahafariensis
- Albizia salomonensis[necesită citare]
- Albizia saman – cenízaro (spaniolă); campano (Columbia, Venezuela)
- Albizia saponaria – Albiție cu flori albe
- Albizia schimperiana
- Albizia sherriffii
- Albizia simeonis
- Albizia sinaloensis
- Albizia splendens
- Albizia subdimidiata
- Albizia suluensis

## T
- Albizia tanganyicensis
  - Albizia tanganyicensis ssp. adamsoniorum
- Albizia thompsonii
- Albizia tomentella
  - Albizia tomentella var. rotundata
  - Albizia tomentella var. sumbawaensis
- Albizia tomentosa
- Albizia tulearensis

## U
- Albizia umbalusiana[necesită citare]

## V
| Cuprins: A B C D E F G H I J K L M N O P Q R S T U V W X Y Z |

- Albizia vaughanii
- Albizia verrucosa
- Albizia versicolor
- Albizia vialeana
- Albizia viridis

## W
- Albizia welwitschii
- Albizia welwitschioides[necesită citare]
- Albizia westerhuisii

## Z
| Cuprins: A B C D E F G H I J K L M N O P Q R S T U V W X Y Z |

- Albizia zimmermannii
- Albizia zygia

## Anterior clasificate aici

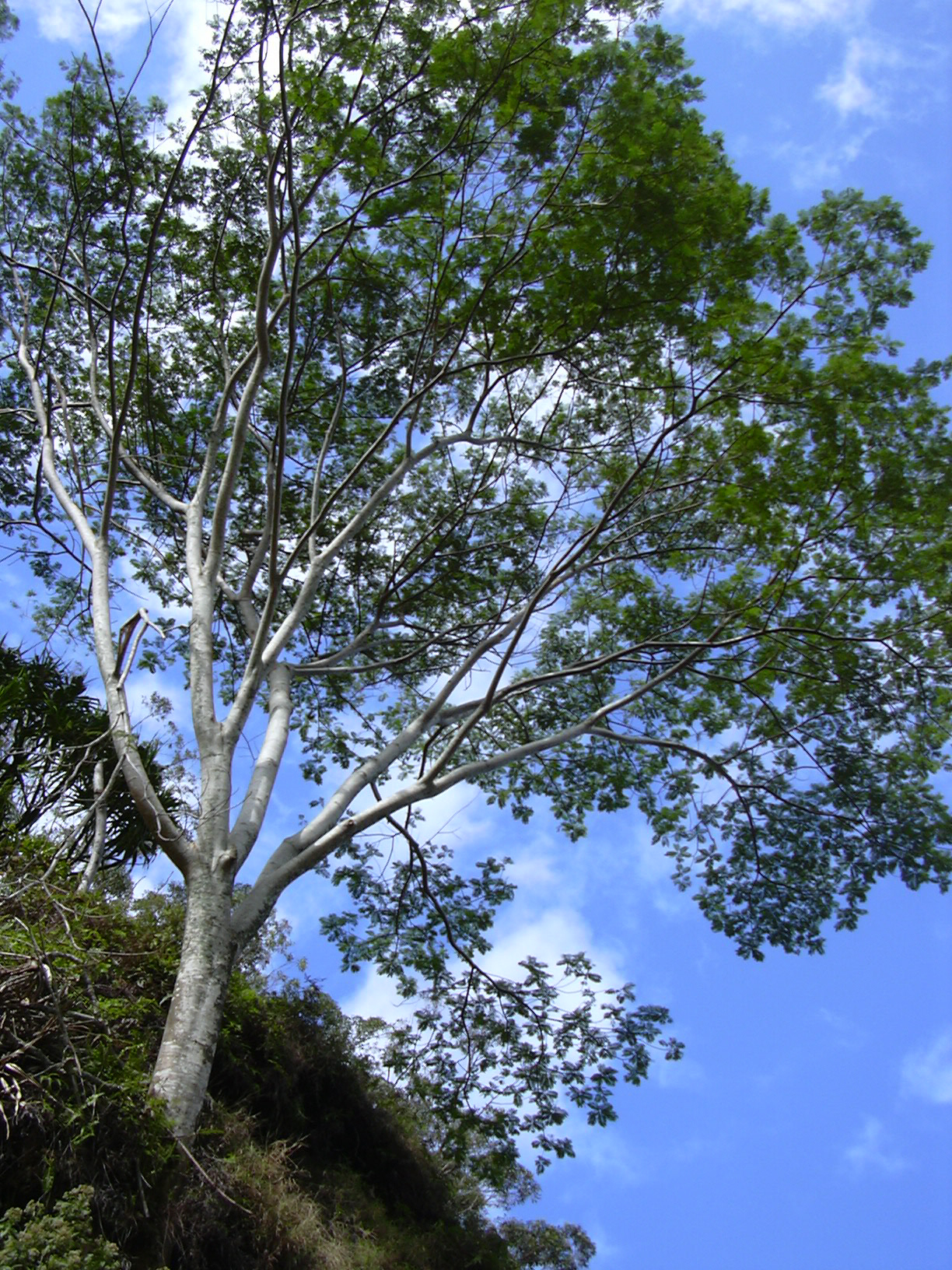
A. moluccana este acum Falcataria moluccana.

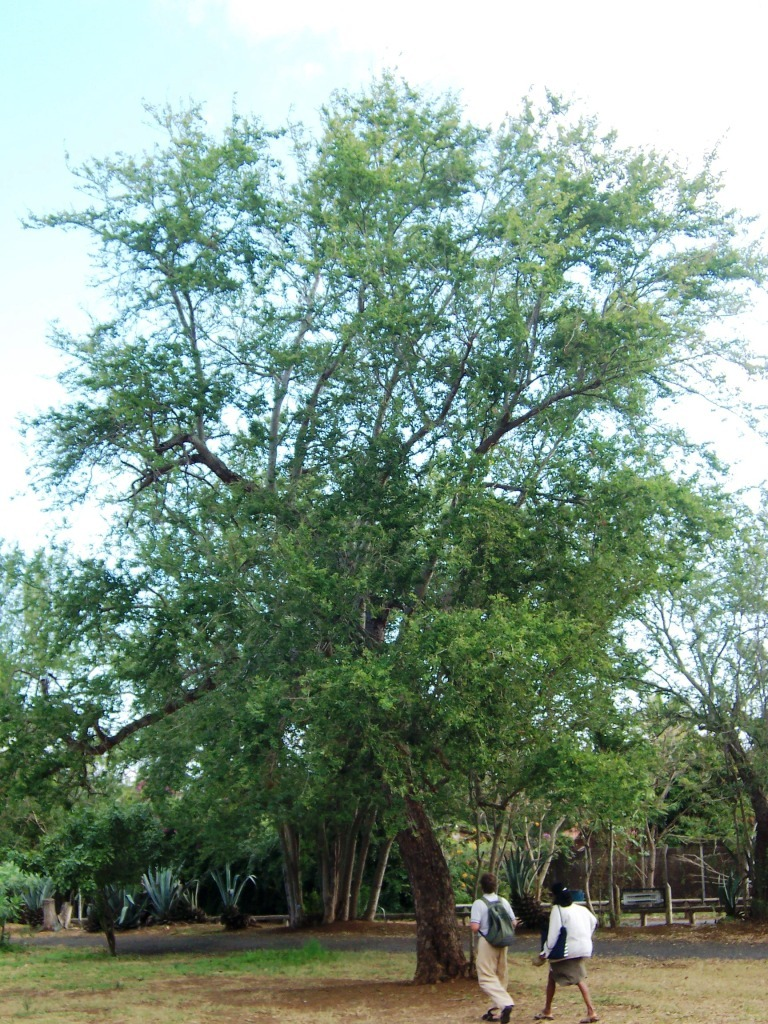
A. dulcis este acum Pithecellobium dulce.

- Acacia caesia var. caesia (ca Albizia sikharamensis)
- Acacia mearnsii (ca Albizia mearnsii)
- Acacia neumanniana (ca Albizia neumanniana)
- Archidendron bubalinum (ca Albizia bubalina)
- Archidendron clypearia (ca Albizia clypearia)
- Archidendron clypearia ssp. clypearia (ca Albizia angulata)
- Archidendron glomeriflorum (ca Albizia glomeriflora)
- Archidendron jiringa (ca Albizia jiringa)
- Archidendron lucyi (ca Albizia lucyi)
- Archidendron oppositum (ca Albizia macrothyrsa)
- Archidendron palauense (ca Albizia papuana (Scheff.) F. Muell.)
- Archidendron turgidum (ca Albizia croizatiana, A. lucida auct. non Benth., A. turgida)
- Archidendron yunnanense (ca Albizia yunnanensis (Kosterm.) Y.H. Huang)
- Archidendropsis basaltica (ca Albizia basaltica)
- Archidendropsis thozetiana (ca Albizia thozetiana)
- Calliandra houstoniana  var. anomala (ca Albizia callistemon)
- Cathormion umbellatum ssp. moniliforme (ca Albizia amoenissima)
- Chloroleucon mangense var. mangense (ca Albizia marthae)
- Enterolobium cyclocarpum (ca Albizia longipes)
- Erythrophleum teysmannii (as Albizia cambodiana)
- Falcataria moluccana (ca Albizia eymae, A. fulva, A. moluccana)
- Havardia albicans (ca Albizia lundellii, A. rubiginosa)
- Hesperalbizia occidentalis (ca Albizia obliqua, A. occidentalis, A. plurijuga)
- Pararchidendron pruinosum var. junghuhnianum (ca Albizia tengerensis)
- Paraserianthes lophantha (ca Albizia lophantha)
- Paraserianthes lophantha ssp. montana (ca Albizia montana)
- Pithecellobium decandrum (ca Albizia decandra)
- Pithecellobium dulce (ca Albizia dulcis)
- Pithecellobium flavovirens (ca Albizia flavovirens)
- Pithecellobium nicoyanum (ca Albizia nicoyana)
- Pseudosamanea cubana (ca Albizia cubana)
- Schleinitzia megaladenia (ca Albizia megaladenia)
- Serianthes minahassae ssp. fosbergii (ca Albizia melanesica)
- Serianthes minahassae ssp. minahassae (ca Albizia minahassae)

și altele